# Mary Hart
Mary Hart (nacida Mary Johanna Harum; 8 de noviembre de 1950) es una personalidad de la televisión estadounidense. Fue la presentadora (1982–2011) del programa televisivo de entretenimiento y chismes "Entertainment Tonight". Fue Miss Dakota del Sur en 1970.

## Primeros años de vida
Mary Harum nació en Madison, Dakota del Sur. Creció en Sioux Falls, Dakota del Sur, y en Dinamarca. Habla inglés, danés y sueco con fluidez.
Se graduó de la "Augustana Academy" en 1968 y de la "Augustana College", en Sioux Falls, en 1972.

## Carrera
Fue coronada Miss Dakota del Sur en 1970 y posteriormente, fue semifinalista en el certamen de Miss América 1971.
Mientras enseñaba inglés en la Escuela Secundaria de Washington durante dos años, también produjo y condujo su propio programa de entrevistas en "KSFY-TV", entonces afiliada de NBC, en Sioux Falls.
Hart comenzó su carrera televisiva a tiempo completo en 1975 en WMT-TV (actualmente KGAN ) en Cedar Rapids, Iowa, y luego se trasladó a KMTV en Omaha, Nebraska. En 1976, fue a KTVY (ahora KFOR-TV ) en Oklahoma City, donde, junto a Danny Williams, copresentaba el programa "Dannysday". También fue representante de ventas para una empresa de anuarios escolares. Decidida a dejar el periodismo, se mudó al barrio de Westwood en Los Ángeles en 1979, con $10.000 dólares en el banco. Hart consiguió un pequeño papel en la telenovela "Days of Our Lives", y en algunos comerciales de televisión. Casi sin dinero, se convirtió en copresentadora de la versión de Los Ángeles del programa "PM Magazine". Esto la llevó a un puesto en 1981, como copresentadora del primer programa nacional de entrevistas de Regis Philbin en NBC. Cuando ese programa fue cancelado cuatro meses después, "Entertainment Tonight" la entrevistó sobre cómo se sentía tras la cancelación. Al día siguiente, fue contratada como una de sus corresponsales. Trece semanas después, fue nombrada copresentadora del programa, junto con Ron Hendren.
En 1984, Hendren fue reemplazado por Robb Weller, quien fue reemplazado por John Tesh en 1986, y luego por Bob Goen en 1996. Hart comenzó a copresentar "Entertainment Tonight" junto a Mark Steines en 2004. Poco después de ser contratada por "Entertainment Tonight", Hart eligió a Jay Bernstein como su representante.
Hart es conocida por sus piernas bien formadas, lo que la llevó a firmar un contrato de patrocinio con Hanes para la línea de pantimedias de esa compañía en 1987. Jay Bernstein aseguró sus piernas con Lloyd's de Londres por un millón de dólares cada una. La productora ejecutiva Linda Bell Blue describió a Hart como "el rostro de Entertainment Tonight'". El 29 de marzo de 1987, participó en el evento "WrestleMania III" de la World Wrestling Federation, donde fue cronometradora invitada en el combate principal entre Hulk Hogan y André the Giant.
Durante el verano de 1988, Hart apareció en Las Vegas junto al comediante David Brenner en el Golden Nugget Hotel and Casino, lo cual le permitió cumplir otro de sus sueños de infancia: cantar y bailar en el escenario. Continuó trabajando en Entertainment Tonight mientras actuaba en Las Vegas, volando entre ambas ciudades después de dos presentaciones en Las Vegas, la última a las 11:00 p. m., para grabar "Entertainment Tonight" a las 8:00 a. m. del día siguiente. En 1991, el New England Journal of Medicine informó que la voz de Hart había desencadenado convulsiones en una mujer epiléptica. Esto fue luego referenciado en un episodio de "Tiny Toon Adventures" y en la comedia "Seinfeld" de NBC, donde Kramer (Michael Richards) sufre convulsiones cada vez que escucha la voz de Hart. Hart ha sido parodiada en "Animaniacs" con el personaje Mary Heartless. También prestó su voz al personaje de dibujos animados Fairy Hart en un episodio de "Los padrinos mágicos" y en la película para televisión de "Bebé Mágico".
En mayo de 2009, Hart sufrió una fractura en la muñeca izquierda debido a un accidente en casa (no relacionado con ninguna actividad exótica, a pesar de sus bromas al respecto). Mientras su muñeca se recuperaba, usó diversos cabestrillos de colores brillantes diseñados para combinar o complementar su vestuario en cada programa. El 5 de agosto de 2010, Hart anunció que dejaría el programa al final de la próxima 30ª temporada, alegando que estaba lista para un cambio. El episodio final de Hart se emitió el 20 de mayo de 2011, poniendo fin a sus 29 años de historia con el programa.
Entre 2014 y 2016, Hart fue un personaje recurrente en la comedia "Baby Daddy" de ABC Family, interpretando una versión ficticia de sí misma que presenta un programa matutino "The Mary Hart Show", y es la jefa del personaje de Tahj Mowry, Tucker Dobbs.
El 29 de octubre de 2015, Hart hizo una aparición especial en "Entertainment Tonight", siendo entrevistada por la entonces presentadora Nancy O'Dell; su aparición tenía como objetivo dar inicio a una celebración de un mes por la 35ª temporada del programa.
Hart fue la maestra de ceremonias en la celebración del 4 de julio en el Monte Rushmore el 3 de julio de 2020. En sus comentarios, dijo: "Recuerdo bien la agitación, el tumulto, la tragedia, pero en última instancia el triunfo de los años sesenta. Estaba creciendo en esa época, y esos no fueron tiempos fáciles – para aquellos de ustedes que tienen la suficiente edad como yo para recordar – pero saben qué, fue una década terrible, pero resultamos ser una nación mejor".

## Vida personal
Hart se divorció de su primer esposo, Terry Hart, en la década de 1970, aunque mantuvo su apellido. Una década después, se casó por segunda vez y vivió en el barrio de "Trousdale Estates" ubicado en Beverly Hills, California, con su esposo, el productor de cine Burt Sugarman. antes de mudarse a un condominio en "Ritz-Carlton Residences" en L.A. Live, en el centro de Los Ángeles, y luego a "Sierra Towers" en 2015. Se casaron en una ceremonia privada a bordo de un yate en 1989 y tienen un hijo, Alec "AJ" Sugarman (nacido en 1991), quien fue asistente especial del presidente Donald Trump para asuntos legislativos.
Hart se ha convertido al judaísmo, la fe de su esposo.
Hart es republicana y apoyó a Marco Rubio en las primarias presidenciales del Partido Republicano de 2016. Ella y Sugarman organizaron una recaudación de fondos para Rubio en octubre de 2015.
En 2020, fue la anfitriona de la "Celebración de Fuegos Artificiales del Monte Rushmore", donde aparecieron Trump y la gobernadora de Dakota del Sur, Kristi Noem. En el evento, fue acusada de hacer un gesto supremacista blanco, lo cual ella negó.
Hart posee dos mansiones en Montana. Una de ellas es una casa de 7.000 pies cuadrados en 160 acres. Ambas propiedades están ubicadas en la comunidad residencial "Yellowstone Club". Desde el año 2000, Hart también tiene una residencia en Palm Desert, California, donde ha apoyado a organizaciones benéficas locales.
Es fanática de Los Angeles Dodgers y ha interpretado el himno nacional antes de los partidos en varias ocasiones. A menudo se la puede ver, desde la cámara del jardín central, detrás del plato en el "Dodger Stadium".
El 17 de agosto de 2011, se anunció que Mary Hart sería la portavoz oficial de la Iniciativa contra el Cáncer de Mama Edith Sanford.